# Станевич, Евстафий Иванович
Евстафий Иванович Станевич (1775—1835) — русский писатель и философ, директор училищ Курской губернии.

## Биография
По происхождению грек. Родился в 1775 году в Нежине Черниговской губернии. В 15 лет остался без родителей и средств к существованию, однако благодаря поддержке знакомых окончил курс в Московском коммерческом училище и в 1801 году поступил на службу в канцелярию государственного казначейства в Петербурге. Через два года он ушёл со службы и поселился в имении Поповка А. А. Палицына в Сумском уезде Харьковской губернии. Здесь предводитель дворянства Г. Р. Шидловский пригласил его воспитателем своих детей. В это время Станевич занялся написанием стихотворений и басен, переводами с французского языка и в 1804 году выпустил своё «Собрание сочинений в стихах и прозе», в котором обнаружил симпатию к идеям Александра Семёновича Шишкова и сразу стал во враждебные отношения к карамзинистам. Особенно резко напали на него Каченовский и Воейков, справедливо указавшие на отсутствие у автора поэтического дарования.
В 1808 году, в ответ, главным образом, на критику Каченовского, Станевичем были опубликованы: «Способ рассматривать книги и судить о них» и «Рассуждение о русском языке». Последняя книга, по мнению Я. К. Грота, содержала «часто верные мысли, разумеется, в границах тогдашних филологических понятий, и показывает в авторе человека начитанного, знакомого со многими иностранными языками». В это же время вышла книга Станевича «Рассуждение о законодательстве вообще».
Как член «Беседы любителей русского слова», он был деятельным сотрудником его печатного органа, «Чтений», и подвергался нападкам со стороны членов «Арзамаса». Также Станевич  сотрудничал в журнале Анастасевича «Улей». В это время он, по приглашению Шишкова занимал должность помощника директора государственного адмиралтейского департамента морского министерства.
В 1816 году Станевич поступил на службу в канцелярию по принятию прошений на Высочайшее имя, которой заведовал статс-секретарь П. А. Кикин, человек в высшей степени религиозный. Под его влиянием Станевич тоже сделался глубоко религиозным в духе православия. В это время при дворе и в высшем обществе царило увлечение мистицизмом. Смерть дочери Кикина послужила поводом для богословских рассуждений об учении истинной церкви и загробной жизни и опровержения положений мистиков. В 1818 году Е. И. Станевич издал книгу «Беседа над гробом младенца о бессмертии души, тогда только утешительном, когда истина оного утверждается на точном учении веры и церкви». Книга была направлена против господствовавшего увлечения, имевшего в числе своих сторонников самого императора; о некоторых представителях мистического увлечения Станевич отозвался в выражениях более чем резких. В первую очередь пострадал цензор книги, ректор Петербургской духовной семинарии, архимандрит Иннокентий: по настоянию обер-прокурора синода князя Голицына Станевича несколько раз допрашивали, затем ему был сделан Высочайший строжайший выговор, наконец, Голицын, как вспоминал Н. В. Сушков, «в праздник Богоявления объявил назначение архимандрита Иннокентия, в уважение его заслуг, епископом Оренбургским», однако вскоре тот был переназначен в Пензу. О самой книге А. Н. Голицын сделал доклад Александру I, она была запрещена, конфискована и сожжена; всего было напечатано 605 экземпляров, 52 экземпляра получил автор, «а остальные не успели покинуть типографию», а Станевич был в 24 часа выслан из Петербурга. Впоследствии, когда увлечение мистицизмом сменилось противоположным, книга в 1825 году была вновь напечатана — на казённый счёт, с единственного сохранившегося экземпляра из собрания митрополита Михаила (Десницкого). Станевичу, жившему в большой нужде в Малороссии, было разрешено вернуться в Санкт-Петербург; он был определён в департамент народного просвещения чиновником особых поручений. Кроме этого, ему было уплачено единовременно жалованье за все шесть лет опалы.
Вскоре он получил назначение директором училищ Курской губернии и в этой должности прослужил до 1834 года, когда по результатам ревизии он был представлен «к устранению от должности»; от предложения перейти на должность директора астраханской гимназии он отказался и вынужден был выйти в отставку, после чего поселился в Сумском уезде, где вскоре,15 (27) января 1835 года, и скончался.
В 1844 году Харьковский университет приобрёл часть библиотеки Е. И. Станевича, преимущественно философской тематики и, в большей части, на иностранных языках — около 800 томов, что стало крупнейшим приобретением университета в первые годы его существования. Примечательной особенностью книг библиотеки Станевича, находящихся ныне в библиотеке университета, являются пометки на титульных листах «Запрещена».